# Maroubra perserrata
Maroubra perserrata är en fiskart som beskrevs av Gilbert Percy Whitley 1948. Maroubra perserrata ingår i släktet Maroubra och familjen kantnålsfiskar. Inga underarter finns listade i Catalogue of Life.